# Sylvain Gagnière
Sylvain Gagnière est un historien et un archéologue français né le 9 septembre 1905 à Avignon et mort le 2 janvier 1997 dans cette même ville.

## Biographie
Né dans une riche famille d'industriels avignonnais, il tenta un temps de gérer à la fois l'usine familiale et sa passion pour l'archéologie. Ses premières publications sur ses recherches préhistoriques in situ dans le Gard et le Vaucluse datent de 1926. 
Son amitié avec le chanoine Joseph Sautel, l'inventeur du site de Vaison-la-Romaine, le poussa d'abord à se tourner vers les sites historiques antiques et médiévaux. Il se fit ensuite une spécialité de l'étude du folklore et de l'histoire de la médecine.  
En 1933, il participe à la fondation de la Société d'histoire et d'archéologie de Nîmes et du Gard.
Après la Seconde Guerre mondiale, il abandonna la direction de l'entreprise familiale. Devenu maître de recherche au CNRS, il prit la direction des antiquités préhistoriques de Provence et Corse de 1946 à 1971,. Puis, dans le cadre du Ministère de la Culture, il devint directeur de la circonscription archéologique Provence-Corse. À la mort du chanoine Sautel, il reprit à son compte les fouilles à Vaison et en compagnie d'André Dumoulin commença à fonder plusieurs musées en Vaucluse. 
Très lié avec ses collègues Fernand Benoit et Henri Rolland, il partagea avec eux une longue expérience sur le terrain. Il ne quitta son poste au Ministère de la Culture que pour accepter celui de conservateur du Palais du Roure et du Palais des Papes d'Avignon où les travaux de restauration ou d'aménagements lui donnèrent l'occasion de multiples découvertes. Il publia le résultat de ses recherches en vingt-sept ouvrages de 1962 à 1991.
La rénovation du quartier de la Balance, au cœur de la ville historique d'Avignon, fut l'occasion de mener avec Jacky Granier, plusieurs importantes campagnes de fouilles qui furent complétées sur la place du Palais, lors de l'installation du parc de stationnement souterrain, et ensuite au rocher des Doms, lors du réaménagement des jardins. 
En 1982, il décida de prendre sa retraite alors que le conseil général de Vaucluse venait de créer son service archéologique. 
Il fit partie de la « Société d'études des sciences naturelles de Vaucluse » de 1929 à 1997 et de l'Académie de Vaucluse de 1947 à 1987. Il fut aussi le fondateur de la « Société des amis du Palais des Papes » dont il resta administrateur jusqu'à sa mort.
Ses recherches eurent trait à l'archéologie préhistorique, à l'Antiquité, au Moyen Âge, aux arts populaires, à l'anthropologie, à la paléontologie et à la faune.
Une rue d'Avignon porte son nom. Il repose au cimetière Saint-Véran d'Avignon.

## Publications

### Archéologie
- Pierre de Brun et Sylvain Gagnière, Contribution à l’étude de l’âge du Fer dans la basse vallée du Rhône. II- La station hallstatienne du Mourre de Sève, près de Sorgues (Vaucluse), 1934.
- Sylvain Gagnière et Pierre de Brun, Les Lampes antiques du Musée Calvet d'Avignon, Préface de l'abbé Joseph Sautel, 1937.
- Sylvain Gagnière et C. Hugues, Le dolmen du Devois de Villeneuve (Vébron, Lozère), Bulletin de la Société d'Études des Sciences Naturelles de Vaucluse, no 3, 1937.
- Sylvain Gagnière et Léon Germand, La Grotte sépulcrale de la Lave à Saint-Saturnin-d'Apt, 1942.
- Sylvain Gagnière, Fouilles d'un tombeau gallo-romain à Gadagne, Bulletin de la Société d'Études des Sciences Naturelles de Vaucluse, no 2, 1950.
- Sylvain Gagnière, Fouilles du Docteur Dupoux au Clos-de-Serre, in Gallia, Informations Archéologiques, tome XIV, 1958. p. 248 – 249.
- Sylvain Gagnière, Caussols (Alpes-Maritimes), Gallia Préhistoire, II, 1959, p. 248-249.
- Sylvain Gagnière, Nice (Alpes-Maritimes), Gallia Préhistoire, II, 1959, p. 249-250.
- Sylvain Gagnière, Roquefort-les-Pins (Alpes-Maritimes), Gallia Préhistoire, II, 1959, p. 250.
- Sylvain Gagnière, Châteauneuf de Grasse (Alpes-Maritimes), Gallia Préhistoire, IV, 1961, p. 378.
- Sylvain Gagnière, Ascros (Alpes-Maritimes), Gallia Préhistoire, IV, 1961, p. 378.
- Sylvain Gagnière, Gorges-du-Loup (Alpes-Maritimes), Gallia Préhistoire, IV, 1961, p. 378-379.
- Sylvain Gagnière, Saint Cézaire (Alpes-Maritimes), Gallia Préhistoire, IV, 1961, p. 379-380.
- Sylvain Gagnière, Gréolières (Alpes-Maritimes), Gallia Préhistoire, IV, 1961, p. 380.
- Sylvain Gagnière, Nice (Alpes-Maritimes), Gallia Préhistoire, IV, 1961, p. 381-384.
- Sylvain Gagnière, Roquebrune-Cap-Martin (Alpes-Maritimes), Gallia Préhistoire, IV, 1961, p. 384.
- Sylvain Gagnière et Jacky Granier, Quelques objets de l'Âge du Bronze trouvés à Orange (Vaucluse), Mémoires de l'académie de Vaucluse, VIII, 1961-1962, p. 21-25.
- Sylvain Gagnière et Jacky Granier, Épées, poignards et couteaux en bronze du Musée Calvet d'Avignon, Ogam : tradition celtique, 79, 1962, p. 13-24.
- Sylvain Gagnière et Jacky Granier, La stèle anthropomorphe de Lauris (Vaucluse), Ogam : tradition celtique, 80-81, 1962, p. 323-328.
- Sylvain Gagnière, Roquefort-les-Pins (Alpes-Maritimes), Gallia Préhistoire, VI, 1963, p. 359-361.
- Sylvain Gagnière, Nice (Alpes-Maritimes), Gallia Préhistoire, VI, 1963, p. 359-363.
- Sylvain Gagnière, Roquebrune-Cap-Martin (Alpes-Maritimes), Gallia Préhistoire, VI, 1963, p. 364-366.
- Sylvain Gagnière, Ascros (Alpes-Maritimes), Gallia Préhistoire, VI, 1963, p. 366-368.
- S. Gagnière, J. Granier et A. de la Peine, Le Site paléochrétien de Saint-Étienne-de-Can, commune des Angles, Gard : Résultats de la campagne de fouilles préliminaires 1961-62, 1963.
- Sylvain Gagnière et Jacky Granier, L'occupation des grottes du III{e{} au Ve siècle et les invasions germaniques dans la basse vallée du Rhône, in Provence Historique, XIII, 57, 1963.
- Sylvain Gagnière et Jacky Granier, Les stèles anthropomorphes du Musée Calvet d'Avignon, Gallia-Préhistoire, T. VI, 1963.
- Sylvain Gagnière et Jacky Granier, Une nouvelle sculpture chalcolithique à Avignon : la stèle anthropomorphe du quartier de la Balance, Mémoires de l'académie de Vaucluse, 1965-1966, p. 35-51.
- Sylvain Gagnière et Jacky Granier, Nouvelles stèles anthropomorphes chalcolithiques de la vallée de la Durance, Bulletin de la Société Préhistorique Française, LXIV, no 3, 1967.
- Sylvain Gagnière, Les sépultures à inhumation du IIIe au XIIIe siècle de notre ère dans la basse vallée du Rhône, 1975.
- Sylvain Gagnière et Jacky Granier, Catalogue raisonné des stèles anthropomorphes chalcolithiques du Musée Calvet d'Avignon, Éd. Musée Calvet / Aubanel, 1976.
- Sylvain Gagnière et Jacky Granier, Nouvelle stèle anthropomorphe néolithique trouvée près de Goult (Vaucluse), Mémoires de l'Académie de Vaucluse, T. X, 1977-1978.

### Histoire
- Joseph Sautel, Sylvain Gagnière et Léon Germand, Essais historiques sur le département de Vaucluse, 1933.
- Sylvain Gagnière, Les souvenirs de la peste dans les environs d'Avignon, Cahiers de pratiques médico-chirurgicales, no 6, 1936.
- Sylvain Gagnière, Les saints invoqués en temps de peste et de choléra dans le comtat et ses abords, Cahiers de pratiques médico-chirurgicales, no 6, 1937.
- Joseph Sautel et Sylvain Gagnière, Les épidémies de peste et leurs souvenirs dans la région vauclusienne, Cahiers de pratiques médico-chirurgicales, no 1, 1940.
- Sylvain Gagnière, Notes historiques sur le loup dans la région vauclusienne, Mémoire de l'Académie de Vaucluse, 1940, p. 145-200.
- Sylvain Gagnière, La désinfection des caveaux d'églises après les grandes épidémies de peste, Cahiers de pratiques médico-chirurgicales, no 3, 1943.
- Joseph Sautel, Joseph Girard, Sylvain Gagnière et Hyacinthe Chobaut, Vaucluse, essai d'histoire locale, 1944.
- Sylvain Gagnière, Les Cimetières d'Avignon aux XVIIIe et XIXe siècles, 1948.
- Sylvain Gagnère et J. Granier, Images du passé vauclusien, Éd. Rullière, Avignon, 1973.
- Sylvain Gagnière, Histoire d'Avignon, 1979.
- Sylvain Gagnière, Notre-Dame-de-Grâce, Éd. Foyer de charité de Notre-Dame-de-Grâce, 1981.

### Palais des papes
- Sylvain Gagnière, Le palais des papes d'Avignon, 1965.
- Sylvain Gagnière et J. Granier, Contribution à l'étude du Palais des papes, 1966.
- Sylvain Gagnière, Les Pierres utilisées dans la construction du Palais des papes, 1966.
- Sylvain Gagnière, Le palais des papes d’Avignon, préface de Jean Yvan, Les Amis du Palais du Roure, 1983, ASIN B0014MWJ7U
- Jean-Tristan Roquebert, Sylvain Gagnière, Gérard Gros et Alain de Bussac, Palais des Papes, Éd. L'Instant durable, Clermont-Ferrand, 1991,  (ISBN 978-2-86404-048-4)